# Nokia Suite
Nokia Suite (anteriormente Nokia Ovi Suite) es una aplicación para que los usuarios de Nokia conecten sus dispositivos con Microsoft Windows. El servicio fue desarrollado originalmente por Nokia, pero posteriormente pasó a manos de Microsoft Mobile.

## Características
Nokia Suite permite sincronizar contactos, calendario, mensajes, fotos, vídeos y música entre el dispositivo Nokia y un PC. Además, Nokia Suite puede descargar mapas de países a los dispositivos de Nokia, hacer copias de seguridad o restaurar el contenido de los dispositivos, conectar el PC a Internet a través de dispositivos móviles (tethering) y actualizar el software del dispositivo.
Nokia Suite es el reemplazo de Nokia PC Suite. Era conocido originalmente como Nokia Ovi Suite, pero el nombre cambió a Nokia Suite con el lanzamiento de la versión 3.2.64 Beta en octubre de 2011.
Nokia Suite puede realizar una copia de seguridad completa del contenido del teléfono a un solo archivo con extensión NBU. La única forma oficial de acceder al contenido de la copia de seguridad para restaurar el teléfono es usando Nokia Suite. Sin embargo, hay programas de terceros que pueden leer estos archivos con cierto éxito, como el software de código abierto NBU Explorador o el shareware Noki.